# Thalassodes inconclusaria
Thalassodes inconclusaria är en fjärilsart som beskrevs av Walker 1861. Thalassodes inconclusaria ingår i släktet Thalassodes och familjen mätare. Inga underarter finns listade i Catalogue of Life.